# Юкка Рислаккі
Юкка Рислаккі (фін. Jukka Rislakki; нар. 1945, Куусанкоскі, Фінляндія) — фінський журналіст, письменник-публіцист і карикатурист, який опублікував низку книг, переважно про новітню історію Фінляндії, країн Балтії, а також книги про розвідувальну діяльність.
Рислаккі провів дитинство та юність у Ямсянкоскі, здобув ступінь бакалавра політології в Гельсінському університеті та працював журналістом у Helsingin Sanomat. Рислаккі працював кореспондентом Helsingin Sanomat за кордоном і репортером недільного випуску, останнім часом — кореспондентом у країнах Балтії.
З початку 2002 року Рислаккі живе в латвійському прибережному курортному місті Юрмала, де працює журналістом-фрилансером, письменником-публіцистом та карикатуристом. Одружений з письменницею й колишньою посолкою Латвії у Фінляндії та Естонії Анною Жігуре.

## Нагороди та подяки
16 березня 2010 року президентка Фінляндії Тар’я Галонен посвятила Юкку Рислаккі у кавалери Ордена Білої Троянди за його «працю журналіста та публіциста». Цю нагороду у посольстві Фінляндії в Ризі вручила автору фінська посолка у Латвії Марія Сереніус.
Рислаккі нагороджено Латвійським хрестом визнання за «самовіддане просування іміджу Латвії за кордоном та національно-патріотичне виховання молоді». Юкка Рислаккі отримав Хрест Визнання в Ризі 4 травня 2009 року, в день відновлення незалежності Латвійської Республіки.

## Переклади українською
2015 року у видавництві «Літопис» вийшов український переклад книги «Воркута. Повстання у виправно-трудовому таборі». Перекладач — Юрій Зуб.